# Sternfrucht

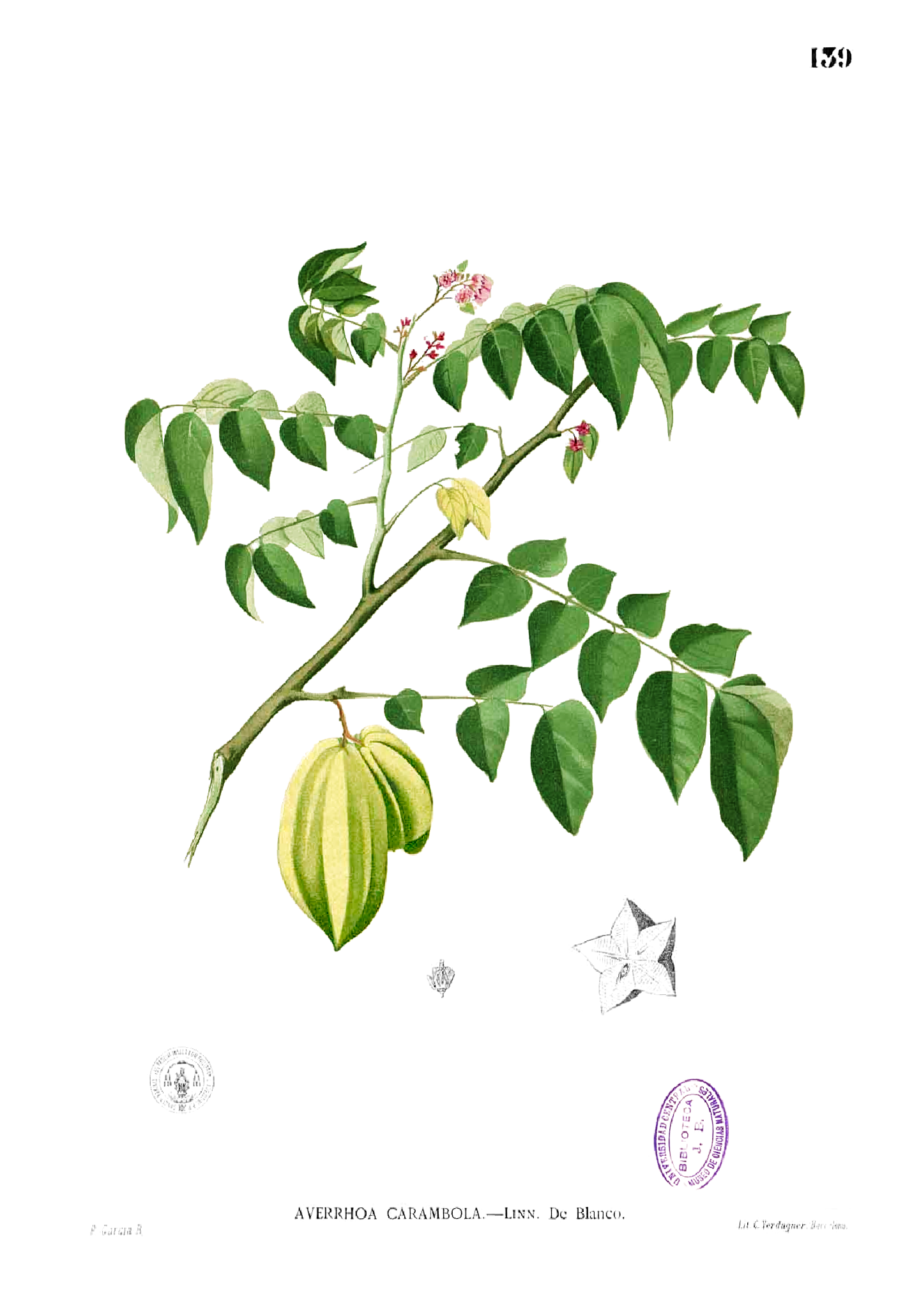
Illustration; gut zu erkennen sind die gefiederten Laubblätter

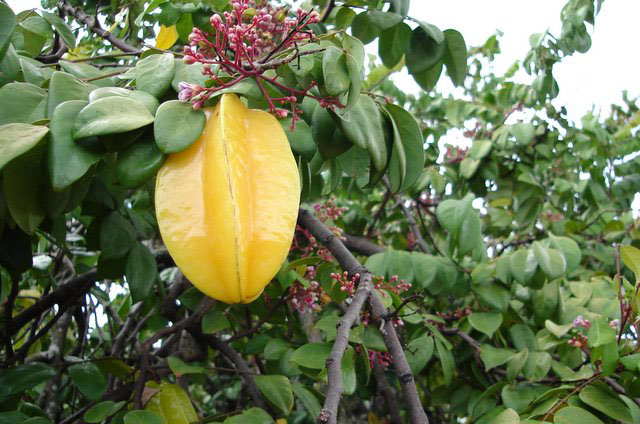
Sternfrucht

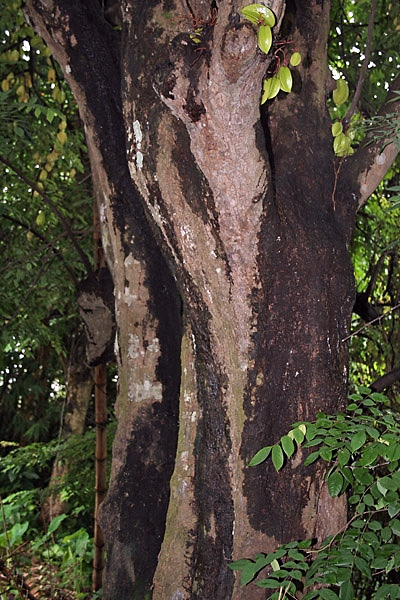
Stamm eines Carambola Baums

Die Sternfrucht (Averrhoa carambola), auch Karambole, Karambola oder Carambola genannt, ist neben dem Gurkenbaum eine von zwei Arten aus der Gattung der Gurkenbäume (Averrhoa). Sie gehören zur Familie der Sauerkleegewächse (Oxalidaceae) und stammen aus Südostasien.

## Beschreibung

### Vegetative Merkmale
Die Sternfrucht ist ein immergrüner, langsamwachsender Baum mit kurzem Stamm, der meist Wuchshöhen von bis zu 5–10 m, in Ausnahmefällen bis zu 15 m erreichen und sich stark verzweigen kann. Die Borke ist glatt und bräunlich.
Die Laubblätter stehen wechselständig an den äußeren, 2 bis 3 mm dicken, fein behaarten Zweigen. Die zusammengesetzten, oft wechselnd, unpaarig gefiederten Blätter sind 15 bis 25 cm lang und stehen an 15 bis 35 mm langen Blattstielen, die fein filzig und an der Basis verdickt sind. Die Blätter bestehen aus etwa 5 bis 13 kurz gestielten Fiederblättchen, diese sind an der Spitze 5 bis 8 cm lang und 2 bis 3 cm breit, an der Basis der Blätter nur noch 1,5 bis 3 × 1 bis 2 cm breit. Sie sind eiförmig bis länglich, an der Spitze kurz zugespitzt und an der Basis stumpf bis abgerundet. An den Blattadern sind sie beidseitig fein filzig behaart. Die Blättchen sind licht- und bewegungssensitiv, photo- und seismonastisch.

### Blütenstände und Blüten
Die bis zu 5–8 cm langen Blütenstände, stehen in den Blattachseln oder sie erscheinen ramiflor am Ast oder Zweig. Es sind Zymen, die in Rispen mit rötlicher, leicht haariger Spindel oder in Gruppen stehen. Der rötliche Blütenstandsstiel ist bis zu 1 cm lang, die kahlen und rötlichen Blütenstiele zwischen 1 und 4 mm.
Die zwittrigen, radiärsymmetrischen und gestielten Blüten sind bis zu 8–10 mm lang und fünfzählig mit doppelter Blütenhülle. Die fünf länglichen, an ihrer Basis verwachsenen und fast kahlen, rötlich-weißen und lange beständigen Kelchblätter sind 2,5 bis 3,5 mm lang und 1 bis 2 mm breit. Die länglichen bis verkehrt-förmigen und freien Kronblätter sind violett bis lila oder weiß. Sie besitzen eine Länge von 6 bis 9 mm und sind 1,5 bis 3 mm breit, auf der Innenseite sind sie kurz papillös-drüsenhaarig.
Averrhoa carambola ist heterostyl und distyl, d. h., es gibt Exemplare mit langen Griffeln und kurzen Staubblättern und solche, bei denen es umgekehrt ist. Fünf längere, fertile Staubblätter mit 2 bis 2,5 mm langen Staubfäden umgeben fünf kürzere, sterile Staubblätter (Staminodien), die keine oder sterile Staubbeutel ausbilden. Der oberständige, rippige Stempel ist 3 bis 4 mm lang und zylindrisch-elliptisch geformt, mit 4–5 kurzen Griffeln.

### Früchte

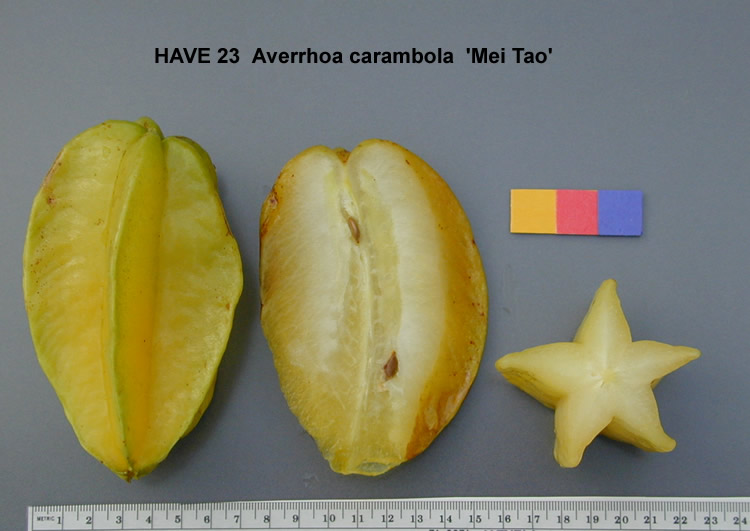
Aufgeschnittene Früchte

Die meist fünfkantigen, gerippten und glatten Früchte sind etwa 8 bis 17 cm lange, grünliche bis gelbe oder orange, fleischige Beeren mit einem Durchmesser von 5 bis 8 cm. Sie sind länglich-ellipsoid bis eiförmig und sind deutlich der Länge nach in meist fünf große, dreieckige, abgerundete bis kantige „Rippen“ unterteilt. Schneidet man die Frucht quer, ergibt sich eine sternförmige Schnittfläche. Das Fruchtfleisch ist gelblich durchscheinend und schwach säuerlich bis süß. Die bis zu 2–15 flachen, orange-braunen, elliptischen Samen pro Frucht besitzen einen gelatinösen Arillus.

### Chromosomenzahl
Die Chromosomenzahl beträgt 2n = 22.

## Vorkommen
Die Sternfrucht kommt ursprünglich auf Java, Sulawesi und den Molukken vor. Sie wurde in zahlreiche Länder in Südostasien und im tropischen Amerika eingeführt.

## Nutzung
Wenn man die Frucht quer in Scheiben schneidet, erhält man dekorative Sterne, die beim Garnieren von Desserts, Salaten und Cocktails Verwendung finden. Die Früchte bestehen zu 90 % aus Wasser und enthalten neben 0,38 % Protein, 0,08 % Fette und 9,38 % Kohlenhydrate einen hohen Anteil an Vitamin A und C sowie Calcium und Eisen. In der chinesischen Heimat wird die Frucht häufig mit der sehr sauren Bilimbi, der Frucht des Gurkenbaumes (Averrhoa bilimbi), verglichen. In der chinesischen Medizin gilt die zerstoßene Frucht als gutes Wundheilmittel und der Saft soll fiebersenkend und vor allem durstlöschend sein.

## Vergiftung
Bei Patienten mit Niereninsuffizienz (chronischem Nierenversagen) kommt es relativ häufig nach dem Genuss von Karambole zu Vergiftungserscheinungen mit Schluckauf, Erbrechen,
Muskelschwäche, Taubheitsgefühl der Extremitäten, Paresen und Krampfanfällen. Patienten, die sofort dialysiert werden, erholen sich ohne Folgen. Patienten, die nicht dialysiert werden, sterben häufig. Das Neurotoxin Caramboxin in der Karambole, eine Phenylalanin-ähnliche Verbindung, wurde inzwischen identifiziert.
Eine erhebliche Hemmung mehrerer Cytochrome in der Leber durch Karambolesaft, u. a. des Cytochroms P450, von bis zu 70 % ihrer Aktivität konnte nachgewiesen werden. Dadurch wird die Wirkung etlicher Medikamente verlängert und Entgiftungsschritte durch diese Cytochrome werden verlangsamt. Im Tierversuch wurde eine Beeinträchtigung der Herzfunktion beobachtet.
Bedeutsam ist außerdem der – wie in anderen Vertretern der Oxalidaceae – hohe Gehalt an Oxalsäure. Diese begünstigt die Bildung von Nierensteinen durch Reaktion mit Calciumionen. Patienten mit Vorerkrankung wie Osteoporose sollten daher Oxalsäure-haltige Nahrung wie die Sternfrucht meiden.